# ГЕС La Gabelle
ГЕС La Gabelle – гідроелектростанція у канадській провінції Квебек. Знаходячись після ГЕС Shawinigan 2-3, становить нижній ступінь в каскаді на річці Saint-Maurice, яка у місті Труа-Рів'єр впадає ліворуч до річки Святого Лаврентія (дренує Великі озера).
В межах проекту річку перекрили бетонною гравітаційною греблею висотою 24 метри та довжиною 590 метрів, яка утримує водосховище з площею поверхні 3 км2 та об’ємом 22 млн м3.
Введений в експлуатацію у 1924-1931 роках машинний зал станції інтегрований у лівобережну частину греблі та обладнаний п’ятьма турбінами типу Каплан загальною потужністю 131 МВт, які використовують напір у 17,4 метра.